# Дудаева, Алла Фёдоровна
А́лла Фёдоровна Дуда́ева (урожд. Алевти́на Фёдоровна Кулико́ва, род. 24 марта 1947, Московская область) — художница, писательница, политик, телеведущая. Вдова Джохара Дудаева; в настоящее время получила убежище в Швеции.

## Биография
Дочь советского офицера, бывшего коменданта острова Врангеля, майора ВВС Фёдора Васильевича Куликова. Фёдор Васильевич Куликов родился 31 мая 1927 г. в деревне Пожинская, Егорьевского района, Московской области, в большой крестьянской русской семье, восьмым из одиннадцати детей в семье Василия Дмитриевича (1897—1969) и Анны Евгеньевны Куликовых (1901—1979; девичья фамилия Золотова). В 1944 году, в 17 лет, он добровольно ушёл в Советскую Армию, поступив в 3-е Чкаловское военное авиационное училище в г. Ворошиловграде. В 19 лет женился на ровеснице, русской девушке Валентине Петровне Ивановой. В неполные 20 лет получил первое офицерское звание — младший лейтенант. В дальнейшие годы Фёдор Куликов служил в частях военно-воздушных сил — от ГДР до Чукотки: Забайкалье, гарнизоны Чита, Укурей, Борзя, г. Анадырь, остров Врангеля, Шайковка в Калужской области. В 1972 году по состоянию здоровья в звании майора Куликов был уволен из армии в отставку.
В 1947 году в Коломенском районе Московской области родилась дочь Алла Куликова (впоследствии по мужу — Дудаева). В 1970 году окончила художественно-графический факультет Смоленского пединститута. С лейтенантом ВВС, чеченцем по национальности Джохаром Дудаевым познакомилась в Калужской области, в военном городке Шайковка. В 1969 году стала его женой. Родила двух сыновей — Авлура и Деги — и дочь Дану. Джохар Дудаев стал генерал-майором ВВС СССР и впоследствии первым Президентом Чечни, начавшим политику максимальной независимости от России.
В 1980-х годах работала учителем рисования в средней школе поселка при военном аэродроме "Средний" Усольского района Иркутской области.
После гибели мужа 21 апреля 1996 года пыталась покинуть Чечню и вылететь в Турцию, однако в аэропорту Нальчика её задержали. Её допрашивал «специально прибывший молодой офицер, который представился полковником Александром Волковым» и которого она впоследствии узнала, увидев по телевизору Александра Литвиненко (согласно показаниям Ахмеда Закаева по делу об убийстве Литвиненко, тот также подтвердил, что допрашивал Аллу Дудаеву под именем Волкова). 28 мая Президент России Борис Ельцин, встречаясь в Кремле с лидерами чеченских сепаратистов, обещал им освободить Аллу Дудаеву. После освобождения она вернулась в Чечню и в 1996—1999 годах сотрудничала с министерством культуры ЧРИ.
В октябре 1999 года с детьми (к тому времени уже взрослыми) уехала из Чечни. Жила в Баку, с 2002 года у дочери в Стамбуле, затем в Вильнюсе (сын Аллы и Джохара Дудаевых — Авлур — получил литовское гражданство и паспорт на имя Олега Давыдова; сама Алла имела лишь вид на жительство). В 2003 и 2006 годах она пыталась получить гражданство Эстонии (где в 1987—1990 годах проживала с мужем, который в то время командовал дивизией тяжёлых бомбардировщиков и был начальником гарнизона Тарту), но оба раза ей было отказано.
По данным на 2016 год живёт в одном из пригородов Стокгольма.

## Деятельность
Алла Дудаева — автор воспоминаний о своём муже и ряда книг, выходивших в Литве, Эстонии, Азербайджане, Турции и Франции.
Всю жизнь Алла Дудаева пишет стихи и картины.
До 20 октября 2012 года работала на грузинском русскоязычном телеканале «Первый кавказский» (вела передачу «Кавказский портрет»).
Картины Аллы Дудаевой выставлялись в разных странах мира, по большей части благодаря медийной известности её мужа.
С 2009 года является членом Президиума Правительства Чеченской Республики Ичкерия. По состоянию на апрель 2019 года позиционирует себя председателем данного президиума.

### Переводы на иностранные языки
- Milyon birinci (Миллион первый) «Şule Yayınları», 448 стр. 2003 ISBN 9756446080 (тур.)
- Le loup tchétchène: ma vie avec Djokhar Doudaïev (Чеченский волк: моя жизнь с Джохаром Дудаевым) «Maren Sell» 398 стр. 2005 ISBN 2-35004-013-5 (фр.)